# The Creeps (film)
Pour les articles homonymes, voir Creep.
Pour plus de détails, voir Fiche technique et Distribution.
The Creeps est une comédie horrifique américaine réalisée par Charles Band sorti en 1997.

## Synopsis
Un scientifique réussi à ressusciter les plus célèbres monstres de la littérature horrifique grâce aux manuscrits originaux conservés précieusement dans une bibliothèque. Mais les monstres se retrouvent miniaturisés...

## Fiche technique
- Titre original et français : The Creeps
- Réalisation : Charles Band
- Scénario : Benjamin Carr
- Direction artistique : Joel Weber
- Costumes : Lexi Nikitas
- Photographie : Adolfo Bartoli
- Montage : Steven Nielson
- Musique : Carl Dante
- Production : Charles Band, Michael Feichtner et Kirk Edward Hansen
- Sociétés de production : Full Moon Pictures et Tanna Productions
- Pays de production :  États-Unis
- Langue originale : anglais
- Genre : Comédie horrifique et fantastique
- Durée : 80 minutes
- Dates de sortie :
  - États-Unis : 16 décembre 1997
  - France : 10 juin 2001 (en VHS)

## Distribution
- Rhonda Griffin : Anna Quarrels
- Justin Lauer : David Raleigh
- Bill Moynihan : Winston Berber
- Kristin Norton : Miss Christina
- Phil Fondacaro : Dracula
- Jon Simanton : le Loup-garou
- Joe Smith : la Momie
- Thomas Wellington : le Monstre de Frankenstein
- Andrea Harper : Stella
- J.W. Perra : un client